# Konrad Hörni
Johann Konrad Hörni (* 14. Februar 1847 in Neunforn; † 9. August 1926 in Unterstammheim), heimatberechtigt in Niederneunforn und Unterstammheim, war ein Schweizer Unternehmer und Politiker.

## Leben

### Familie
Konrad Hörni stammte aus einfachen Verhältnissen und war der Sohn des gleichnamigen Bäckers und von dessen Ehefrau Anna (geb. Wiesmann).
Er heiratete 1877 Amalie (geb. Furrer) aus Ravensbühl bei Pfäffikon; gemeinsam hatten sie mehrere Kinder.

### Werdegang
Konrad Hörni besuchte von 1860 bis 1864 die Kantonsschule Frauenfeld. Zu seinen Mitschülern gehörte unter anderem der spätere Politiker Johann Philipp Heitz (1850–1909). Nach Beendigung der Schule war er in der Westschweiz zu einer kaufmännischen Lehre.
Seit 1874 arbeitete er als Landwirt, Weinhändler und Geschäftsinhaber eines Unternehmens in Unterstammheim tätig.
Von 1886 bis 1913 wirkte er als Verwaltungsrat der 1863 gegründeten Leihkasse Stammheim und war in dieser Zeit von 1886 bis 1894 deren Aktuar. Von 1908 bis 1926 war er im Verwaltungsrat der Elektrizitätswerke des Kantons Zürich. Zunächst war er deren Vizepräsident und seit 1918 dortiger Verwaltungsratspräsident.
Konrad Hörni war ein Finanzspezialist. 1903 wurde er Mitglied des Zürcher Bankrats, welches Amt er bis zu seinem Tod behielt. Seit 1912 wurde er überdies Mitglied der Bankenkommission der Zürcher Kantonalbank.
Er gehörte dem Kreiseisenbahnrat III an.

### Politisches und gesellschaftliches Wirken
Konrad Hörni war Mitglied der Demokratischen Partei.
Von 1877 bis 1917 amtete er als Sekundarschulpfleger und seit 1888 deren Präsident. Von 1878 bis 1891 war er zugleich Gemeinderat und wirkte von 1883 bis 1889 (nach anderer Quelle bis 1885) als Gemeindepräsident.
Er war von 1885 bis zu seinem Rücktritt 1913 Bezirksrat und von 1885 bis 1923 Zürcher Kantonsrat. Vom 4. Dezember 1899 bis zum 1. November 1919 war er auch Mitglied des Nationalrats, wo er unter anderem für die Annahme des Gotthardvertrag stimmt.